# Кильма
Кильма — река в Московской области России, левый приток Вьюлки.
Длина — 11 км, по другим данным — около 10 км. Протекает в северном направлении по территории Талдомского района. Берёт начало севернее села Николо-Кропотки, впадает во Вьюлку в 36 км от её устья, в 3 км южнее села Спас-Угол, восточнее озера Золотая Вешка. Река окружена глухими смешанными и еловыми лесами с буреломными чащами и встречающимися заросшими просеками. Можно увидеть бобровые плотины. Населённых пунктов на реке нет. Притоков не имеет.
В водном реестре РФ река обозначена как «без названия, к В от с. Беляевка».